# Dietrich Monten

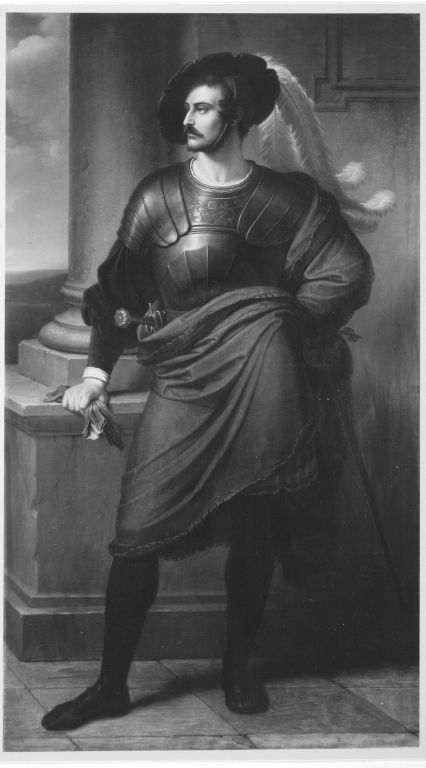
Dietrich Monten, gemalt von Wilhelm von Kaulbach, um 1849

Dietrich Heinrich Maria Monten (* 18. September 1799 in Düsseldorf; † 13. Dezember 1843 in München) war ein deutscher Historien-, Schlachten- und Genremaler sowie Radierer und Lithograf.

## Leben und Werk
Monten wuchs in Düsseldorf auf, wo er in seiner Jugend mit Heinrich Heine befreundet war und das Düsseldorfer Lyzeum unter Karl Wilhelm Kortüm besuchte. Ab 1821 studierte er Malerei an der Kunstakademie Düsseldorf unter Peter Cornelius. Wenig später wechselte an die Akademie der bildenden Künste in München, wo er ein Schüler des Peter von Hess war.
Bekannt ist Monten u. a. für seine Vielseitigkeit, sowohl in Technik als auch Sujet. So fertigte er im Schloss Pappenheim Grisaillen mit Szenen aus dem Leben des Gottfried Heinrich zu Pappenheim an sowie drei Fresken in den Hofgartenarkaden in München (Erstürmung einer Türkenschanze, Die Schlacht bei Arcis, Maximilian I. gibt seinem Volk die Verfassungsurkunde). Ölgemälde von der Hand Dietrich Montens befinden sich u. a. in der Neuen Pinakothek, im Bayerischen Armeemuseum, im Germanischen Nationalmuseum und im Heeresgeschichtlichen Museum in Wien.

## Werke (Auszug)

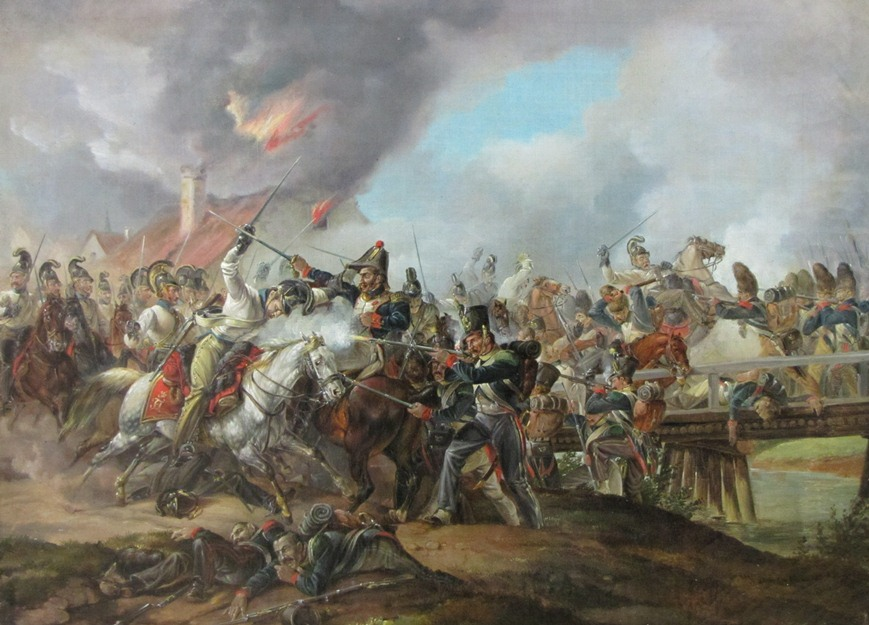
Das Gefecht an der Traunbrücke bei Ebelsberg am 5. Mai 1809, 1845

- Das Gefecht an der Traunbrücke bei Ebelsberg am 5. Mai 1809, 1825, Öl auf Leinwand, ca. 32 × 40 cm, Heeresgeschichtliches Museum, Wien.
- Finis Poloniae (Abschied der Polen vom Vaterlande 1831), 1832, Öl auf Leinwand, ca. 44,2 × 52,4 cm, Staatliche Museen zu Berlin, Berlin.

## Ehrungen
Nach Dietrich Monten wurde 1891 (Erstnennung) in München im Stadtteil Neuhausen (Stadtbezirk 9 – Neuhausen-Nymphenburg) die Montenstraße benannt.⊙ benannt.